# Franc Krese
Franc Krese - Čoban, slovenski partizan, prvoborec in narodni heroj, * 7. marec 1919, Trebnje, † 19. oktober 1980, Ljubljana.
Leta 1941 je vstopil v NOB.

## Odlikovanja
- red narodnega heroja
- red partizanske zvezde II. stopnje
- red za hrabrost
- red dela II. stopnje
- red zaslug za ljudstvo II. stopnje
- red bratstva in enotnosti II. stopnje